# Przysiersk (gromada)
Przysiersk – dawna gromada, czyli najmniejsza jednostka podziału terytorialnego Polskiej Rzeczypospolitej Ludowej w latach 1954–1972.
Gromady, z gromadzkimi radami narodowymi (GRN) jako organami władzy najniższego stopnia na wsi, funkcjonowały od reformy reorganizującej administrację wiejską przeprowadzonej jesienią 1954 do momentu ich zniesienia z dniem 1 stycznia 1973, tym samym wypierając organizację gminną w latach 1954–1972.
Gromadę Przysiersk z siedzibą GRN w Przysiersku utworzono – jako jedną z 8759 gromad na obszarze Polski – w powiecie świeckim w woj. bydgoskim, na mocy uchwały nr 24/12 WRN w Bydgoszczy z dnia 5 października 1954. W skład jednostki weszły obszary dotychczasowych gromad Przysiersk i Plewno ze zniesionej gminy Bukowiec oraz wieś Drozdowo z dotychczasowej gromady Polski Konopat ze zniesionej gminy Świecie w tymże powiecie. Dla gromady ustalono 23 członków gromadzkiej rady narodowej.
31 grudnia 1961 do gromady Przysiersk włączono wieś Polski Konopat (bez parceli 28/2–30/2, 31, 32, 33/2 i 34/2) ze zniesionej gromady Przechowo w tymże powiecie.
Gromadę zniesiono 1 stycznia 1969, a jej obszar włączono do gromad Bukowiec (sołectwa Plewno i Przysiersk) i Świecie (sołectwa Drozdowo i Polski Konopat wraz z osadą Terespol) w tymże powiecie.